# Tangua (kommun)
Tangua är en kommun i Colombia.   Den ligger i departementet Nariño, i den sydvästra delen av landet, 500 km sydväst om huvudstaden Bogotá. Antalet invånare är 10 892. Arean är 239 kvadratkilometer.
Terrängen i Tangua är bergig åt nordväst, men åt sydost är den kuperad.